# Alpaida canoa
Alpaida canoa är en spindelart som beskrevs av Levi 1988. Alpaida canoa ingår i släktet Alpaida och familjen hjulspindlar. Inga underarter finns listade i Catalogue of Life.